# 휴대전화 외부단자 접속 통합 표준
휴대전화 외부단자 접속 통합 표준(Standard on Integrated I/O Connection for Mobile Phone, TTAK.KO-06.0028/R5)은 한국정보통신기술협회(TTA) 표준으로, 휴대전화 단말기의 기종에 상관없이 배터리를 충전하거나 각종 확장 장치들(USB 데이터 통신, 리모콘, 이어셋, 컴포지트 비디오 출력 등)을 사용할 수 있는 외부 단자에 대한 표준이다. 2011년 12월에 마지막으로 개정되었다. 흔히 핀의 수를 세어 통합표준 20핀 단자라고 한다. 개정되기 전의 표준(휴대전화 단말기의 입출력 단자 접속 표준, TTAS.KO-06.0028/R2)은 같은 방법으로 흔히 표준 24핀 단자라고 한다.

## 역사
이 표준이 제정 공표된 것은 2001년 3월이다. 이후 2회의 개정 동안 24핀 규격을 유지했으며, 2007년 11월 3회 개정 이후에는 20핀으로 규격을 바꾸었다. 표준 제·개정에는 단말기 제조사들에서 참여했다.

## 기계적 규격

### 24핀
긴 직사각형으로, 소켓에는 삽입단의 위쪽 면에 24개의 접촉부가 있으며 플러그는 이를 감싸고 들어가는 형태이다. 소켓과 플러그의 결속 방향성을 유지하기 위해 3개의 선별삽입장치가 소켓 안쪽으로 돌출되어 있으며 플러그에는 홈이 파여 있다. 소켓과 플러그의 재질은 명시되어 있지 않으나 대개 소켓은 판금, 플러그는 플라스틱이다. 결속은 소켓의 홈에 플러그의 고리가 걸리는 하드락(Hard-lock) 방식이다.

### 20핀
방향성을 고려하여 D자 형으로 설계되었다. 소켓에는 삽입단의 위/아래 면에 10개씩의 접촉부가 있으며 플러그는 이를 감싸고 들어가는 형태이다. 24핀과 달리 소켓과 플러그의 외형이 판금으로 명시되어 있다. 결속은 플러그의 홈에 소켓의 스위치가 걸리는 소프트락(Soft-lock) 방식이다. 플러그에는 스토퍼(Stopper) 구조가 있다. 이 표준은 2009년 10월에 ITU SG3 총회에서 ICT 장비 재활용을 위한 범용 충전기 권고안(국제 표준 ITU-T L.1000/Q21)의 규격예시로 제안되어, 2010년 3월에는 mini-USB(중국/CCSA), micro-USB(유럽/GSMA)와 함께 등록되었다.

## 특징
24핀 표준 제정 당시에는 모바일 기기의 외부 단자에 대한 표준 규격이 전혀 없었다. 따라서 각 제조사들이 규격을 만들어 사용하는 상황이었으며, 지금도 전 세계의 많은 휴대전화 단말기에는 데이터 통신, 충전, 주변기기 사용 등을 위해 제조사의 자체 규격이 적용되어 있다. 그러나, 24핀 접속 표준 충전기와 데이터 케이블 등을 공유함으로써 단말기 제조사, 주변기기 제조사, 사용자들은 충전기 재활용, 원가 절감 등 상당한 장점을 얻게 되었다. 한편 USB mini-B 표준은 2000년 8월에 발표되었으므로 24핀 표준 제정은 당시에 널리 보급되지 않은 USB mini-B보다 유용할 수 있었다.
이후 기기의 소형화 추세가 계속되면서 각 제조사는 24핀의 1/4 정도의 크기를 가진 단자 규격을 자체적으로 사용하는 동시에 자체 규격을 24핀으로 바꾸어 주는 '변환 젠더'를 공급하기 시작했다. 24핀 표준 충전기에 변환 젠더가 별도로 필요하게 되었으며 핸즈프리 이어셋도 이 자체 규격의 단자에 연결되기 시작하면서 사용자들의 불편은 오히려 가중되었다. 이런 자체 규격은 구조가 취약해 쉽게 고장났으며 소비자들에게 변환 젠더 사용을 강요하는 현상의 시발점이 되었다. 이 때문에 표준이 개정되었으나, 20핀 표준은 이런 문제를 해결하지 못하고 있다는 평가를 받고 있다. 20핀을 이용한 충전기나 데이터 케이블이 충분히 보급되지 않아 20핀-24핀 젠더가 쓰이기 때문에 소비자들은 통신사 자체 규격이나 다를 게 없다며 불평하는 목소리를 내기도 했다. 그러나 20핀 통합으로 인해 소비자들이 과도기적 불편을 겪게 된 것은 본질적으로 소형화 시기에 바로 표준을 개정하려 노력하지 않고 자체 규격을 사용하기 시작한 휴대폰 단말기 제조사들의 책임이다. 한편 방통위에서 기기의 소형화 추세에 빠르게 대응해 표준을 개정하지 않고 제조사 자체 규격 양산을 내버려둔 점이 지적되기도 했다. 표준 제·개정의 주체가 단말기 제조사들이었다는 점에서 더욱 그렇다.
20핀 개정으로 말미암아 표준의 현대화를 이루었으며 제조사 자체 규격 양산을 막은 점은 분명하다. 예를 들어 24핀 단자에서 다수의 핀이 아날로그 방식의 통신과 핸즈프리 등 현재 쓰이지 않는 기능에 사용되었으며, 이들은 20핀에서 사라졌다. 또한 휴대전화의 배터리 충전 회로에 전원을 공급하는 경로는 사라지고, 배터리에 직접 전원을 공급해서 충전하는 경로만 남게 되었다. 대신 UART, I²C, 리모트 컨트롤러 키, 스테레오 이어셋, 컴포지트 비디오 출력 등의 새로운 기능이 할당되었다. 최신 단말기에서 지원하지 않는 기능은 과감하게 제외하는 대신 새로 지원될 수 있는 기능을 추가한 것이다. 그러나 단자에서 지원하는 기능을 단말기에서 지원하지 않아서, 예를 들어, 20핀 컴포지트 비디오 출력 케이블을 이용해 단말기와 외부 화면(텔레비전 등)을 연결해도 화면이 출력되지 않는 경우가 많다.
20핀 통합표준에서는 규격상 한번에 하나의 주변기기만 연결될 수 있다. 한꺼번에 여러 주변기기를 사용하기 위해서는 별도의 젠더가 필요한데, 이것은 20핀 통합 표준의 취지에 어긋나기 때문이다. 따라서 충전 중에 이어셋을 사용하지 못하거나 데이터 전송을 하지 못하는 등의 불편함이 생겨 오히려 20핀 규격은 일반인에게 장애물로 평가되기 십상이다. 한편 일반 사용자가 이용하는 주변기기 기능의 대부분은 USB에서 구현 가능하며, 단말기에 USB host 기능을 부여해야 할 경우 USB micro-AB(2007년 1월 발표)와 호환되는 USB OTG를 통해 많은 기능을 사용할 수 있다. 20핀에서도 USB OTG 기능을 사용할 수 있지만 20핀으로 바꾸는 젠더가 필요하므로 USB OTG를 온전히 활용한다고 보기 어렵다. (그러나 20핀 단자의 기능 중 일부는 하드웨어적인 표준이기 때문에 USB로는 해결되지 않으므로 20핀이 가능성을 많이 열어 주었다는 점은 인정할 수 있다.) 또한 해외 수출 증가와 동시에 USB micro-B를 국제 표준으로 채택하려는 움직임에 따라 일부 제조사들이 20핀 대신 USB 규격을 선호하게 되면서 TTA에서는 USB micro-B를 휴대 기기 충전에 관한 국내 표준으로 채택하였다. USB 포트를 충전 전용으로 쓰는 표준 (CENELEC EN50558) 도입에 따라 본 표준도 2011년에 한 차례 개정되었다.

## 같이 보기
- RS-232
- USB
- UART
- I2C
- 컴포지트 비디오